# 2011–2012-es jemeni forradalom

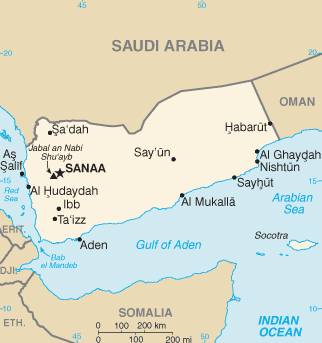
Jemen az arab világban, az Arab-félsziget déli felén, az Arab-tenger partján.

A 2011–2012-es jemeni tüntetések a tunéziai felkelés után, a fiatalok forradalmával és más megmozdulásokkal egyszerre kirobbanó megmozdulás 2011-ben. A résztvevők egyszerre tüntettek az alkotmány tervezett módosítása, a munkanélküliség, a gazdasági helyzet és a korrupció ellen. Végső követelésük Ali Abdullah Száleh elnök lemondása lett.
Január 27-én Szanaában több mint 16 000 tüntető vett részt egy megmozduláson. Tavakkul Karmán február 3-ra meghirdette a düh napját.

## Előzmények
Jemenben az egyik legalacsonyabb az emberi fejlettségi index értéke az arab országok között.
Jemennek akkoriban gondjai voltak az al-Káida Arab-félszigeten tevékenykedő szárnyával. A problémát tovább nehezíti, hogy a déli országrész el akar szakadni. (Az országnak ebből a részéből származik Oszáma bin Láden.) A felkelők az egykori Dél-Jement akarják újból létrehozni. Mindezen felül az ország északi részén a függetlenedni vágyó síita hútik lázadoznak.

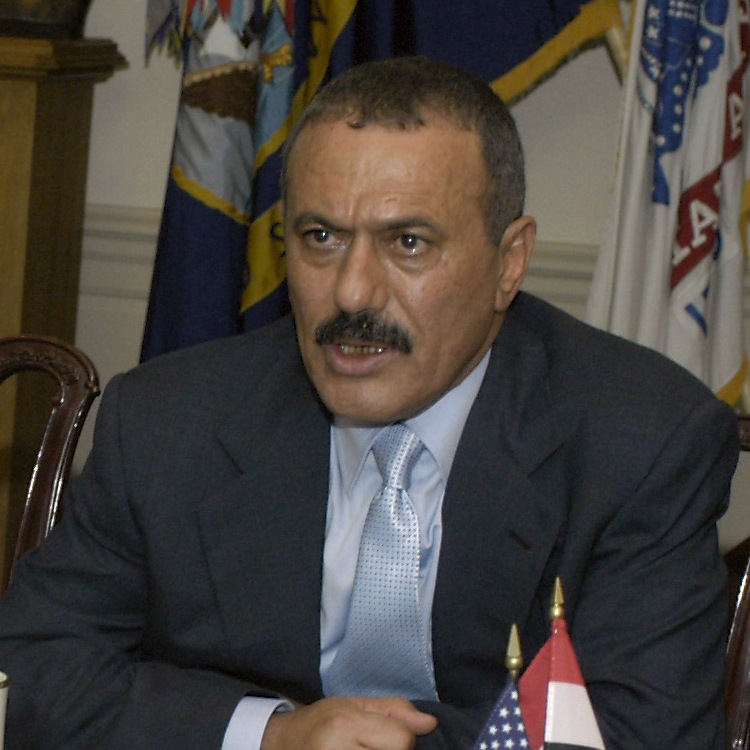
Ali Abdullah Száleh 32 éve Jemen elnöke.

Ali Abdullah Száleh már több mint 30 éve az ország első embere. Sokak szerint fiát, Ahmed Száleht választotta ki, hogy halála után ő kövesse az ország élén. Az ország majdnem felének napi legfeljebb 2 dollárból kell megélnie. A lakosság egyharmada krónikus éhségtől szenved. Jemen a Transparency International korrupciós listáján a 146. legtisztább ország helyét foglalja el. A kormányzat gyengeségét mérő listán 2010-ben a15. helyen volt.
Jelenleg a parlament előtt fekszik egy javaslat, mely az ország alkotmányát kívánja módosítani. Az ellenzék ez ellen hevesen tiltakozik. A tervezet értelmében Saleh élete végéig betölthetné az elnöki posztot. Sürgette az ellenzéket, hogy vegyenek részt az április 27-re tervezett választásokon. Ezzel el lehetnek kerülni a politikai öngyilkosságot.
A hatalmon lévő parlament mandátumát az ellenzék és a Általános Nemzeti Kongresszus egyetértésével 2009. februárban két évvel meghosszabbították. A megállapodás értelmében ezalatt kidolgoznak egy folyamatot, melynek a végére az elnöki rendszerből egy arányos képviseletre alapuló irányítási szisztémát vezetnek be. Ennek érdekében azonban még mindig nem tettek semmit.

### A rózsaszín szín
A jemeni tüntetők a jázminos forradalomra emlékezve és békés szándékukat kifejezve rózsaszín szalagot hordtak. Shawki al-Qadi, törvényalkotó, az ellenzék egyik vezére azt mondta a színről, hogy ezzel a szeretetet és a békességet akarják jelképezni. A rózsaszín szalagok túlsúlya a megmozdulás szervezettségét is megmutatta.

## Tüntetések

### Január közepén
2011. január közepétől több ezer jemeni tüntetett Szanaa utcáin. a kormány ellen, Ezeknél még keményebbnek számítottak az ország déli részén érzékelhető megmozdulások. Ezek a tüntetések az első komoly fellépések, melyek kikezdik Ali Abdullah Száleh elnök hatalmát. A tüntetők leggyakrabban az elűzött tunéziai elnökhöz, Zín el-Ábidín ben Alihoz hasonlítják, és a korrupcióra, valamint az elmaradt jemeni gazdaságra utalnak. Jemen északi és déli részén is tüntettek. Leginkább az ellen vonultak az utcákra, hogy tiltakozzanak a kormány alkotmánymódosító javaslata, a munkanélküliség és a gazdasági helyzet ellen. Január 20-án több ezren tüntettek Taizz kormányzóság központjában. Ádenben 18-án, 19-én és 20-án is voltak megmozdulások. Adenben kerekeket gyújtogattak, utakat zártak el, és legalább heten megsebesültek. Szanaában január 20-án csillapodott a tüntetések hevessége. Két tüntető megjelent a főváros egyetemén, és eg transzparenst lógattak ki. Azon a következő szöveg szerepelt: „Menj el, mielőtt téged küldenek el.” Ezt a Reuters úgy értelmezte, mint a Salehhez hasonló autokrata arab vezetők ellen irányuló kritikát.

### Január 27. óta
Január 27-én Szanaa utcáit legalább 16 000 tüntető lepte el, akik közül legalább 10 000 az egyetem hallgatója volt.
Miután a kormány bejelentette, hogy milyen politikai reformokra szánta el magát, a tüntetők kijelentették, hogy ezek nem elégségesek. Ezek miatt Saleh és fia még időtlen időkig az ország élén maradhat. A tüntetők sokkal inkább reformokat, és nem egy Tunéziábn lejátszódott forradalomhoz hasonló eseménysorozatot akartak. Egy jemeni újságíró a következőket mondta: "Ezek a megmozdulások az egyiptomival ellentétben nem spontán tömeges csoportosulások voltak, és elsődleges céljuk nem Saleh megbuktatása volt. Ez csak az áprilisi jemeni parlamenti választások előtt lezajló kampány utolsó fordulója."
Január 29-én Szanaában a tüntetők Saleh távozását követelték. A következőt skandálták: „Takarodj Ali, takarodj!” és „Először Tunézia, aztán Egyiptom, majd pedig Jemen!” Ezután civil ruhás rendőrök támadtak a tüntetőkre. Sérülésekről nem érkezett jelentés. Tavakkul Karmán, az Iszláh Párt egyik vezetője arról számolt be, hogy a biztonsági erők egyik embere tőrrel támadt rá, de a tüntetőknek sikerült megfékezniük. Hozzátette: "Egész addig folytatjuk, míg meg nem dől Ali Abdullah Saleh rendszere. Délen a Déli Mozgalom, északon a síita húszi felkelők, a parlamentben pedig az ellenzék követel változásokat." Február 3-ra meghirdette a düh napját.

### Február 3. – a "düh napja"
Karman február 3-ra meghirdette a "düh napját." A Xinhua News értesülései szerint a szervezőknek az volt a célja, hogy egymillió ember vonuljon fel Szanaában a tüntetésen. Február 2-án a belügyminiszter bejelentette, hogy a tervezett tüntetések előtt jelentős mértékben megemelik a helyszínen a biztonsági erők létszámát, ugyanakkor az elnök pedig bejelentette, hogy nem indul a 2013-as elnökválasztáson, így próbálva meg elejét venni a tüntetéseknek. Így akarták távol tartani a fegyvereket, és ezzel akarták megakadályozni, hogy a nagyobb városokban gyanús alakok férkőzzenek a tömegbe.
A jelentések szerint legfeljebb 20 000 ember vett részt a megmozdulásokon Szanaában. A helyszín felé azonban több tízezer kormánypárti közeledett, így meg kellett változtatni a tüntetés helyszínét. Adenben a biztonsági erők feloszlattak egy tüntetést. Állítólag könnygázt és éles lőszert is bevetettek. Mohammed al-Sabri, a Közös Front vezetője Saleh feloszlatási kísérletét elfogadhatatlannak nevezte, Hozzátette, hogy a csoport meg fogja vitatni az elnök bejelentését. Az Al Jazeera szerint másnap nagyon megnövelték Jemenen a biztonsági készenlétet.

### Tüntetések februárban
Február 12-én újabb kormányellenes tüntetésekre került sor, de ugyanakkor a kormánypártiak is az utcára vonultak, így a demonstráció összecsapásba torkollott. A kormánypárti tüntetők botokkal és késekkel megfutamították az ellenzéki tüntetőket.
Február 16-án ismét összecsaptak a két tábor tüntetői, az összecsapásnak a rendőrség gumibotokkal és könnygázzal vetett véget. A jemeni parlament egyik ellenzéki képviselője is megsérült, amikor kormánypárti tüntetők megkísérelték megölni. Február 18-ra összesen öten vesztették életüket az összecsapások során. Február 21-re a halálos áldozatok száma már 12-re emelkedett, többségüket a dél-jemeni Ádenben ölték meg. Időközben Ali Abdullah Száleh elnök visszavonta ígéretét, mely szerint nem indul újra a 2013-as elnökválasztáson.

### Tüntetések márciusban
Március 13-án a rendfenntartók éles lőszert és könnygázt használva támadtak a kormányellenes tüntetőkre, több száz ember megsebesült és legkevesebb 31-en meghaltak. A tüntetések hatására az elnök szükségállapotot hirdetett. Mikor Száleh elnök március 20-án az egész kormányt menesztette, másnap egy jemeni tábornok, Ali Mohszen al-Ahmar, az egyik páncélos hadosztály parancsnoka televíziós beszédben közölte, hogy átáll a tüntetők oldalára. Erre a hírre az elnök fia tankokat vezényeltetett a legfontosabb kormányzati épületek megvédésére. Számos befolyásos politikus, diplomata és üzletember is átállt az ellenzék oldalára.
Száleh elnök azt üzente al-Ahmar tábornoknak, hogy nem hagyja katonai puccsal megdönteni az uralmát, puccskísérlet esetén "véres polgárháború lesz" – jelentette ki. Az újabb tüntetések hatására kijelentette, hogy csak akkor hajlandó átadni a hatalmat, ha biztosítottnak látja a békés átmenetet.

### Tüntetések áprilisban

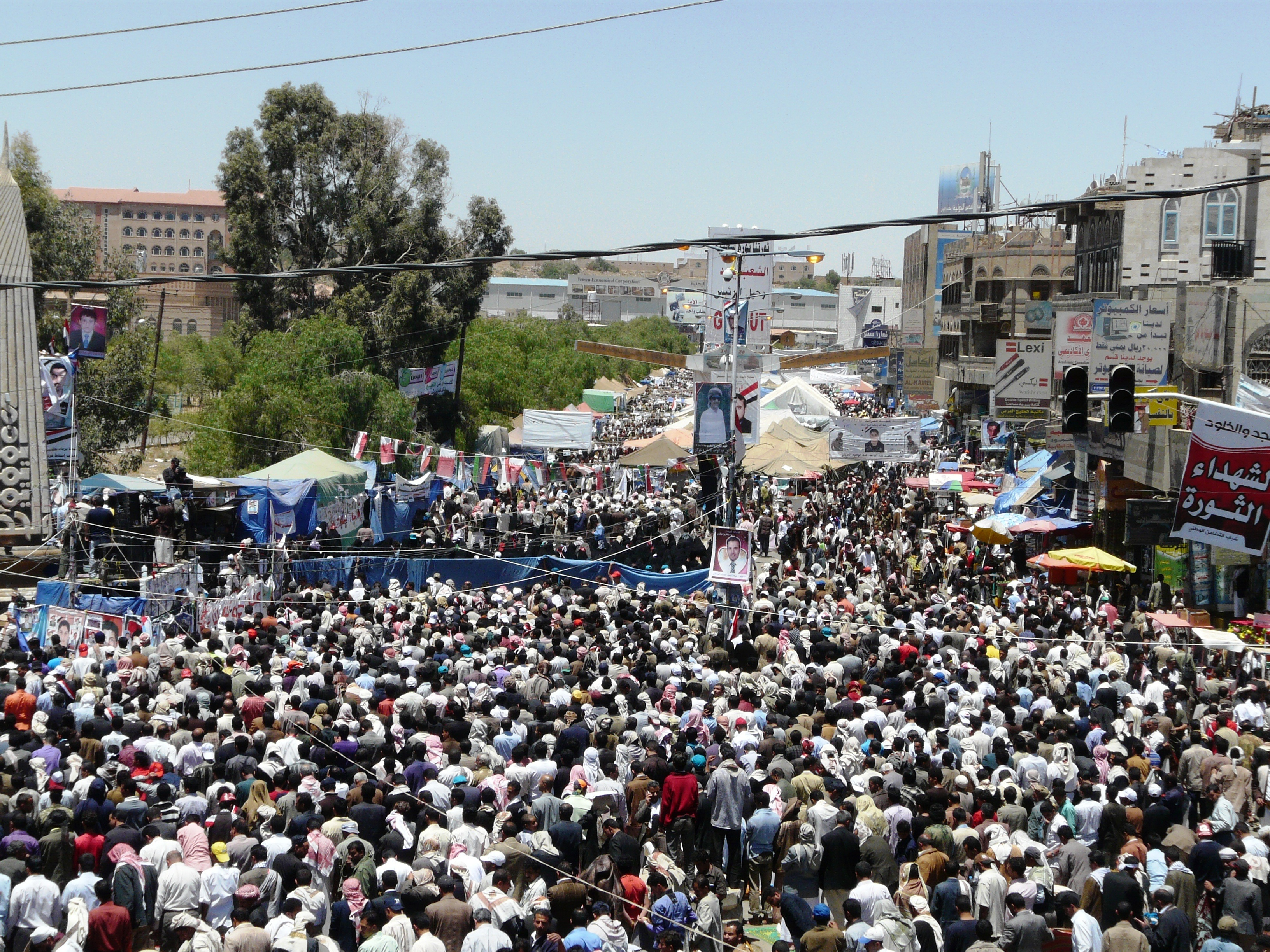
Tüntetők áprilisban Szanaa utcáin.

Az Öböl Menti Együttműködési Tanács kidolgozott egy béketervet, amelynek értelmében az elnök lemondása esetén mentesülne a felelősségre vonás alól. A tüntetők azonban a béketerv elleni tiltakozásként több nagyvárosban is az utcára vonultak. A rendfenntartók ismét éles lőszerrel támadtak a tüntetőkre, sokan megsebesültek, a fővárosban pedig nyolcan életüket vesztették.

### Május 18.
Május 18-án az a hír járta be a világot, hogy megállapodott az államfő az ellenzékkel, hogy egy hónapon belül átadja a hatalmat, de addig nem mond le. Nem sokkal ezután azonban meggondolta magát és mégsem írta alá a megállapodást.

### A "szanaa-i csata"
Az egyik legerősebb jemeni törzs, a Hasid az elnök ellenzékének oldalára állt, ezért Száleh katonai lépéseket foganasított vele szemben. Ezzel kivívta a törzs fegyvereseinek támadását, akiknek az oldalára állt Ali Mohszen al-Ahmar tábornok is katonáival együtt. A lázadók heves harcok eredményeként több kormányzati épületet is elfoglaltak a fővárosban. A közel 120 halálos áldozatot követelő, öt napig tartó harcnak május 28-án fegyverszüneti szerződés vetett véget, amelynek értelmében a harcosok kivonultak az általuk megszállt kormányzati épületekből, de a város egy része továbbra is ellenőrzésük alatt marad.
Május 30-án a rendfenntartók Taizz városban a tüntető tömegbe lőttek, 20 ember halálát okozva. Erre válaszul a Hasid törzs felmondta a fegyverszüneti megállapodást és újra támadásba lépett. A lázadók rakétákat és aknagránátokat lőttek ki több kormányépületre is. Az elnöki rezidenciát is lőni kezdték tüzérségi lövedékekkel a támadásban az elnök is megsebesült és a Védelmi Minisztérium kórházába került, majd Szaúd-Arábiába vitték kezelésre, innen szeptember 23-án tért vissza. Hazatértével felerősödött a polgárháború kitörésének esélye. Hazatérését követően, szeptember 24-én a kormányerők rátámadtak az ellenzéki tüntetők sátorvárosára és 17 embert megöltek, további 55-t megsebesítettek.

### Az elnök hazatérése után
Súlyos harcok törtek ki szeptember 29-én a fővárosban, az Ahmed Száleh vezette Köztársasági Gárda és a tüntetők oldalára állt Ali Mohszen al-Ahmar egységei között. A harcoknak, melyek során ágyúkat is bevetnek a szembenálló felek, már több halálos áldozata és legalább egy tucatnyi sebesültje van.
Száleh elnök bejelentette, hogy ígéretével ellentétben a választások után sem távozik a hatalomból, amennyiben az ellenzék is indulhat a választásokon, egyúttal polgárháborúra is figyelmeztetett, amennyiben az ellenzék továbbra sem hagy fel a lázadással. Időközben az összecsapások is tartanak tovább az ellenzéki harcosok és a kormányerők közt, már legkevesebb 170-en haltak meg.
Október 15-én Száleh elnök már sokadjára megígérte lemondását, de csak a választások után. Az ENSZ különmegbízottja, Dzsamal Benomar azonban az elnök azonnali lemondását akarja elérni.
November 23-án Száleh elnök Rijádba utazott, ahol a várakozások szerint alá fog írni egy tervezetet hatalma békés átadásáról, amelyet az Öbölmenti Együttműködési Tanács dolgozott ki. Rögtön az elnök távozása után ismét kitörtek az utcai harcok a felkelő csapatok és a Köztársasági Gárda között.

### Száleh lemondása
Száleh elnök végül november 23-án este aláírta a lemondásáról szóló dokumentumot, habár még kilencven napig megtarthatja tiszteletbeli elnöki címét, anélkül, hogy majdani utódja döntéseire befolyása lenne. A volt elnök már nem is tér vissza Jemenbe, hanem az Egyesült Államokba utazik, ahol gyógykezelést fog kapni, a hatalmat ideiglenes hatállyal eddigi alelnöke, Abbed Rabbo Manszúr Hádi veszi át.
A megállapodással azonban sem a kormány támogatói, sem az ellenzék nagy része nem ért egyet, az utóbbiak azért, mert szerintük az alku lehetővé teszi a rendszer prominens figuráinak a hatalmon maradását, emiatt újabb tömegtüntetéseket terveznek. November 26-án újabb összecsapásokra került sor a kormányhadsereg és a lázadó csapatok között a fővárosban, a szemben álló felek gépfegyverekkel és aknavetőkkel lőtték egymást. Szintén a nap folyamán több jemeni nagyvárosban is tüntettek a lemondott elnök felelősségre vonása végett.
December 1-jén éjjel a jemeni kormányhadsereg támadást indított az ellenzék kezén levő Taizz város ellen. A harcokban reggelig legkevesebb 5-en vesztették életüket. December 4-re a halálos áldozatok száma már 30 fölé emelkedett, miközben az ostrom változatlan hevességgel tartott tovább. A kormányerők harckocsikkal, ágyúkkal és rakétákkal lövik a város ellenzékiek kezén levő negyedeit, akik nagyrészt könnyű fegyverekkel próbálják viszonozni a tüzet.
December 10-én nemzeti egységkormány alakult az ellenzék által jelölt, de független Mohamed Bászindva vezetésével. A kormány feladatának tűzte ki az ország átvezetését a fegyveres konfliktusból egy békés, gazdaságilag fejlődő társadalom irányába.
December 24-én a Száleh bíróság elé állítását követelő tömegre a Köztársasági Gárda alakulatai támadtak, éles lőszert, könnygázt és vízágyút bevetve. Az összecsapásban 9-en meghaltak, több mint 90-en megsebesültek.
2012 januárjára az ország nagy részében fellángoltak a tüntetések és sztrájkok, az emberek a régi hatalom kulcsfiguráinak lemondását követelték. Január 24-én négy katonai légi támaszpontra is kiterjedt a lázadás, a tüntető katonák páncélozott járművekkel zárták el a légi támaszpontok kifutóit, a volt elnök fivérének, Mohamed Száleh vezérőrnagynak a lemondását követelve, aki jelenleg a légierő főparancsnoka.

## Ellenzéki stratégiák
A hallgatók és az emberi jogi aktivisták nem értenek egyet a politikai pártokkal, hogy milyen taktikát kövessenek a jemeni politikai változások levezénylése közben. Vannak olyan pártok, melyek Saleh vezetése alatt akarnak politikai reformokat bevezetni, mg mások a régió eseményeinek akarnak utat nyitni ebben az országban is. Khaled al-Anesi, a tüntetések szervezésében részt vevő jogász a következőket mondta: "Jemenben egyszerre van társadalmi és politikai mozgalom is ebben a témában. A politikai pártok azonban nem támogatják a szervezetlen politikai mozgalmakat. Ezek a szerveződések még gyengék és kezdetlegesek."

## Letartóztatások és nyomásgyakorlás
A jemeni biztonsági erők letartóztatták Tawakul Karmant, a szanaai két hallgatói szervezet vezetőjét. Ezek a csoportok Saleh eltávolítását támogatták. Férje semmit nem tudott arról, hogy merre tartják fogva. A Szanaai Egyetem előtt is több százan álltak neki tüntetni. Január 24-én a foglyot feltételesen szabadlábra helyezték.
Az újságírók védelmében szervezett bizottság szerint a jemeni újságíróknak nagyon sok zaklatást kell elviselniük.

## Reakciók

### Belföldön
Mutaher al-Maszri belügyminiszter azt mondta, "Jemen nem Tunézia."
Mohammed al-Sabry, a legnagyobb ellenzéki erő, a Jemeni Reformkongresszus vezetője azt mondta: "Alkotmányos változásokat akarunk, de nem olyanokat, melyekkel valaki örökké a hatalom csúcsán maradhat, és et még tovább is örökítheti a gyermekeire."

### Külföldön
- Hillary Clinton külügyminiszter jemeni látogatása alatt úgy nyilatkozott, hogy nem csak az USA s Jemen közti katonai együttműködésről akar tárgyalni, hanem olyan összefüggő stratégiát akar kidolgozni, mellyel meg lehetne oldani azokat a problémákat, melyekkel Jemennek szembe kell néznie. "Jemen tudatában van annak, mekkora fenyegetést jelent a számára az al-Káida arab-félszigeti szárnya, és megértette, hogy szükség van egy széles körő, terrorizmusellenes összefogásra. Ugyanakkor kiegyensúlyozottan kell Jement kell kezelnünk, melybe éppúgy beletartozik a társadalmi, a gazdasági és politikai segítségnyújtás is. Az al-Káida mindenki számára közös ellenséget jelent. Nemcsak a rövid távú veszélyekkel, hanem a hosszú távú kihívásokkal is szembe kell néznünk.” Jövőképében egy egységes, stabil, demokratikus és reményteli Jement vizionált. Ebben az országban a civil társadalom kifejtheti véleményeit, de az al-Káida nem.[54] Philip Crowley, a külügyminisztérium szóvivője kijelentette, hogy az USA kormánya támogatja a jemeniek szabad véleménynyilvánítását.[55]